# Cork Suburban Rail
Il Cork Suburban Rail è la denominazione di una rete di servizi suburbani della città di Cork nell'omonima contea della provincia di Munster in Irlanda.
La rete consta di tre linee cadenzate a frequenza oraria, la quale sale a trenta minuti nelle ore di punta, e che impiega le linee ferroviarie statali Dublino-Cork, Cork-Midleton e Glounthaune-Cobh.
Il servizio è operato dalla Iarnród Éireann (IÉ).

## Rete
- Cork Kent – Cobh;
- Cork Kent – Midleton;
- Mallow – Cork Kent[1].

### Cork Kent – Cobh
La linea impiega il tronco Cork Kent – Glounthaune della Cork-Midleton e la Glounthaune-Cobh.
Le stazioni servite sono Little Island, Glounthaune, Fota, Carrigaloe, Rushbrooke e Cobh.

### Cork Kent – Midleton
La linea è stata attivata nel 2009 ripristinando il tronco Glounthaune-Midleton della linea per Youghatl dismessa negli anni ottanta del XX secolo.
Le stazioni servite sono Cork Kent, Little Island, Glounthaune, Carrigtwohill e Midleton.

### Mallow – Cork Kent
La linea utilizza il tratto tra Mallow e Cork della ferrovia Dublino-Cork.
Il servizio copre le sole stazioni capolinea: quella di Mallow e quella di Cork Kent.

## Materiale rotabile
La IÉ utilizza i binati serie 2600 e serie 2700.